# Черн
Черн (Чернъ на Прутѣ) — давньоруське городище на півдні Галицького князівства. 
В наш час відоме також як «Ленківецьке городище». 

## Етимологія
Назва городища (на думку дослідників) пішла від того, що стіни було зроблено з темного зрубу, перемащеного місцевим чорноземом. На відстані городище виглядало суцільно-чорним.

## Місце розташування
Черн постав у Прутсько-Дністровському межиріччі, на межі північно-східних схилів Карпат і західної частини Хотинської височини. Городище розташоване в північно-західній частині сучасних Чернівців, у межах мікрорайону Ленківці, неподалік від шосе і залізниці у напрямку Львова. 

## Історичні передумови
В першій половині XII ст. у пониззі Дунаю почали скупчуватись втікачі з різних руських земель (від князів і бояр) або просто шукачі пригод. Досить часто ці люди, об'єднуючись у групи, чинили розбої й нападали на руські міста. Осередком скупчення стала річка Бирладь та поселення Бирладь, що біля неї. Від цього й пішла назва людей берладники, а місцевість на південь від Галицького князівства — Берладська земля. Крім того, саме там знайшов осідок звенигородський князь Іван Ростиславович після невдалої спроби захопити Галич (1144). Вже в 1146 році він згадується як Берладник.

## Закладання городища
В 1153 році галицьким князем став Ярослав Осмомисл. Розуміючи всю небезпеку від Берладської землі та Івана Берладника, Осмомисл вирішив укріпити підступи до Галича. З цією метою на південному прикордонні Галицького князівства того ж року постає городище Черн.

Це городище згадується у «Списку городів руських, дальніх і ближніх» як «Чернъ на Прутѣ».

Після того, як у 1159 році було розбито 6-тисячне військо берладників на чолі з Іваном Берладником, розпочався період підкорення Галицьким князівством бунтівного краю. Черн продовжував активно розвиватись як сторожовий город Берладського торгового шляху від столиці князівства Галича до  Малого Галича (Галича на Дунаї).

## Розвиток
Захищене з півночі непрохідними болотами урочища Багна, городище складалося з трьох основних частин: укріпленого дитинця (де зосереджувалася військово-феодальна знать), міських посадів (де мешкали ремісники і дрібні торговці) та слободи (де працювали землероби).

Городище було збудовано без жодного цвяха. Оборонні укріплення складалися з декількох ровів, заповнених водою, дерев'яного частоколу і земляного валу завширшки п'ять метрів. Під час ворожого нападу стрімкі глиняні схили поливалися водою. Піднятися по них під градом каміння було майже неможливо. 
У центрі дитинця розміщувався великий будинок із підвалом, що, ймовірно, належав воєводі. На території міських посадів мешкали різні ремісники, які становили основну частину населення. А слободою, де мешкали здебільшого землероби, володіла родина Ленца, від якої, власне, і походить назва поселення — Ленківці. Поселення згадується пізніше у літописі 23 лютого 1488 року під назвою «Ленцевичове село».

Навколо городища поступово сформувалась Черновецька волость.

## Знищення
Точного часу, коли Черн було зруйновано, не встановлено. На думку дослідників це відбулося в період боротьби Польського королівства та Молдовського князівства за Шипинську землю (кін. XIV — поч. XV). 
Центр волості тимчасово перенесли в Чечунську (Цецинську) фортецю, а волость стала називатись Чечунською.
Мешканці Черну та волості («черновицький люд») заснували на правому (безпечнішому) березі Пруту нове місто (Новий Черн) — Чернівці (до 1944 — Черновиці). 

## Історія дослідження
Дослідження городища почались у XIX ст. Були проведені незначні розкопки під керівництвом професора Чернівецького університету Р. Кайндля. Спорудження валу він відніс до XVII ст., посилаючись на те, що в систему укріплень городища входили п'ятикутні бастіони (рештки одного з них збереглися донині). Відомо, що такі бастіони почали споруджувати не раніше XVI ст. Проте пізніші розкопки показали, що земляний вал городища в XVII ст. лише був добудований. Перший земляний вал спорудили ще за давньоруського часу. Розкопки теж показали, що довкола городища в минулому існували посади і селища, котрі разом з городищем становили одне велике поселення.

## Сучасний стан
У давнину вал довкола городища мав форму правильного овалу, витягнутого з півдня на північ, який оточував з усіх боків майданчик діаметром 80 м. Під час будівництва дороги в XIX ст. південна частина валу була знесена. За нашого часу залишки Черну являють собою масивний, підковоподібної форми земляний вал, вкритий травою. Належно впорядкований, об'єкт отримав відповідний статус: «Городище. Пам'ятка археології. Охороняється державою».